# アントワーヌ＝レオナール・ド・シェジー

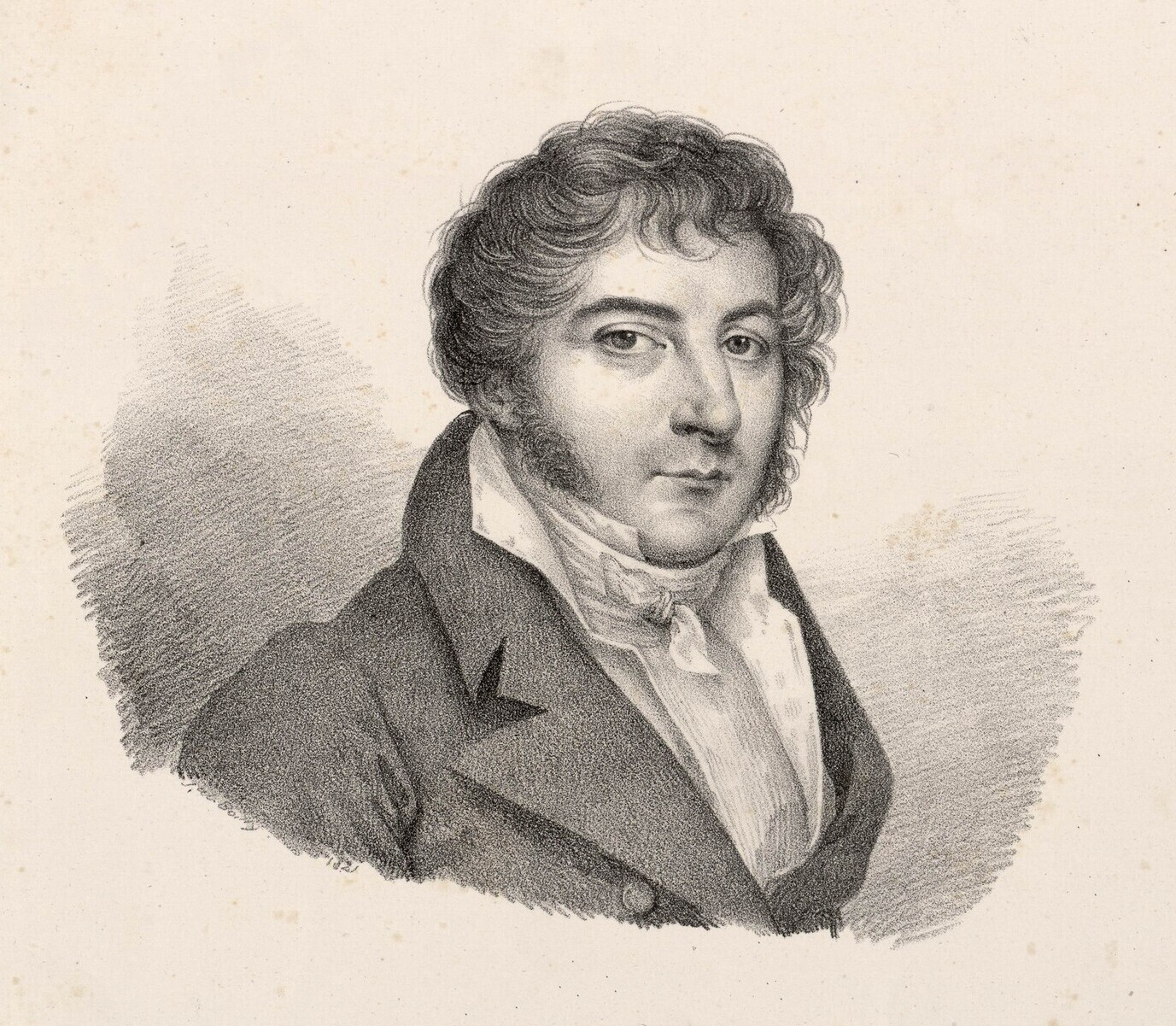
アントワーヌ＝レオナール・ド・シェジー

アントワーヌ＝レオナール・ド・シェジー（Antoine-Léonard de Chézy、1773年1月15日 - 1832年8月31日）は、フランスの東洋学者。コレージュ・ド・フランスの初代サンスクリット教授で、インドの古典を数多くフランス語に翻訳した。

## 略歴
シェジーは、水理技術者として有名なアントワーヌ・ド・シェジーの子として、ヌイイ＝シュル＝セーヌで生まれた。はじめ父の仕事をついで技術者になろうとしていたが、東洋に興味を持ち、シルヴェストル・ド・サシやラングレスからアラビア語やペルシア語を学んだ。1799年から国立図書館の写本部門で仕事をしていたが、そこでサンスクリット写本に魅せられ、サンスクリットを独習した。
1805年にドイツ人の文学者ヴィルヘルミネ・フォン・クレンケ（ヘルミーナ・フォン・シェジー）と結婚したが、5年後に離婚した。ヘルミーナは『オイリアンテ』の台本や『キプロスの女王ロザムンデ』の作者として名高い。
1815年にコレージュ・ド・フランスにサンスクリットの講座が設けられ、シェジーはその初代教授に就任した。
シェジーは碑文アカデミーの会員で、アジア協会の創立者のひとりだった。1832年にコレラに罹患して死亡した。

## 主な業績
シェジーは多数の翻訳で知られる。
- Medjnoun et Leïla. Paris: Imprimerie de Valade. (1807)（ジャーミー『ライラとマジュヌーン』）
- Yadjnadatta-badha, ou la mort de Yadjnadatta. Paris: Imprimerie de P. Didot L'Ainé. (1814)（『ラーマーヤナ』中の挿話。のち1826年に校訂本文と訳注の形式で出版）
- La reconnaissance de Sacountala. Paris: Librairie orientale de Dondey-Dupré et fils. (1830)（カーリダーサ『シャクンタラー』）
- Anthologie érotique d'Amarou. Paris: Dondey-Dupré père et fils, imp.-lib.. (1831)（『アマルシャタカ』の校訂本文と訳注）